# Зуи (Рославльский район)
Зуи — упразднённая деревня в Рославльском районе Смоленской области России. Входила в Сырокоренское сельское поселение. 

## География
Расположена в южной части области в 52 км к северо-востоку от Рославля, в 26 км севернее автодороги А101 Москва — Варшава («Старая Польская» или «Варшавка»). В 21 км севернее деревни расположена железнодорожная станция Жегловка на линии Смоленск — Сухиничи. 

## История
В годы Великой Отечественной войны деревня была оккупирована гитлеровскими войсками в августе 1941 года, освобождена в сентябре 1943 года.
По состоянию на 2007 год постоянного населения не имела. 
Упразднена в 2010 году Постановлением Смоленской областной Думы от 25.02.2010 № 22 «Об упразднении отдельных территориальных единиц Смоленской области».